# Герб Омської області

Герб Омської області

Герб Омської області є символом Омської області, прийнято 17 червня 2003 року.

## Опис
Герб Омської області — чотирикутний, із закругленими нижніми кутами, загострений у краї геральдичний щит, у білому полі якого розташований золотий хрест, обтяжений хвилястим лазуровим стовпом і супроводжений у кожнім з кутів вісьма малими зеленими пірамідами; поверх усього, у серце щита, червлена з п'ятьма бастіонами, показана зверху, заповнена сріблом, міцність із золотою аркою в центрі. Зовнішніми прикрасами повного герба Омської області є золоті дубові галузі, перевиті Олександрівською стрічкою, і золота стилізована давньоруська царська корона, що увінчує щит.
Відповідно до геральдичних норм і історичних традицій установлюються такі основні елементи герба Омської області:
- «Почесною фігурою» герба Омської області є золотий хрест — символ християнських чеснот: віри, справедливості, милосердя, він вказує також на той факт, що Омська область розташована в центрі Росії і є сполучною ланкою між Заходом і Сходом, між Північчю й Півднем країни. Перев'яз (горизонтальна частина хреста) символізує Транссибірську магістраль, що дала імпульс до економічного розвитку Омського регіону. Золотий колір — символ могутності, стабільності, міцності, багатства;
- Хвилястий лазуровий стовп, що обтяжує вертикальну частину хреста, ілюструє зв'язок Півночі з Півднем водним шляхом по ріці Іртиш. Лазур — символ краси, величі, м'якості;
- Для вираження адміністративного центру області в серце щита поміщена червлена з п'ятьма бастіонами міцність із золотою аркою в середині — це контури Омської фортеці, заснованої в 1716 році, і Тарські ворота, зведені як оборонна споруда. Червлений (червоний) колір символізує хоробрість, безстрашність, військову доблесть. Це колір життя, милосердя й любові;
- 32 малих зелених піраміди — по вісім (2, 1, 2, 1 і 2) у кожнім з кутів геральдичного щита відповідають кількості районів Омської області й одночасно символізують рослинність, нафтові й газові родовища. Зелень — символ достатку, надії, радості;
- Білий колір поля щита служить символом чистоти помислів, шляхетності, справедливості, великодушності й указує на кліматичні особливості Сибіру — її безкрайні сніжні простори;
- Золоті дубові гілки, з'єднані Олександрівською стрічкою, золота давньоруська царська корона по канонах геральдики містяться в гербах областей. Зовнішні прикраси герба Омської області вказують на статус Омської області як суб'єкта Російської Федерації.